# Lestes alacer
Lestes alacer är en trollsländeart som beskrevs av Hagen 1861. Lestes alacer ingår i släktet Lestes och familjen glansflicksländor. Inga underarter finns listade i Catalogue of Life.